# 122 Gerda
122 Gerda è un piccolo asteroide che orbita all'esterno della Fascia principale. È composto probabilmente da materiale roccioso silicato e nichel e ferro allo stato metallico.
Gerda fu scoperto il 31 luglio 1872 da Christian Heinrich Friedrich Peters dall'osservatorio dell'Hamilton College di Clinton (New York, USA). Fu battezzato così in onore di Gerðr, la sposa del dio Freyr nella mitologia norrena.